# Шандра Туркевича
Шандра Туркевича (лат. Marrubium turkeviczii) — многолетнее растение, вид рода Шандра (Marrubium) семейства Яснотковые (Lamiaceae).

## Распространение и экология
Встречается в Закавказье и Малой Азии.
Растёт по скалам.

## Ботаническое описание
Растение высотой 34—36 см, при основании деревянистое.
Стеблей несколько, тонкие, слегка изогнутые, пурпурово-бурые.
Нижние и средние стеблевые листья яйцевидные, кверху коротко округло-зубчатые; верхние — продолговатые, к основанию суженные. Прицветные листья продолговатые, на черешках длиной 2—3 см, сверху светло-зелёные, снизу серые.
Цветки по 7—10 в расставленных ложных мутовках; прицветники равны чашечке; чашечка с пятью шиловидными, заострёнными, прямыми зубцами; венчик лиловый, трубка её выдаётся из чашечки, у основания голая, ближе к зеву опушённая.
Орешки эллиптические, трёхгранные, тёмно-бурые, мелко бугорчатые.

## Классификация
Вид Шандра Туркевича входит в род Шандра (Marrubium) подсемейства Яснотковые (Nepetoideae) семейства Яснотковые (Lamiaceae) порядка Ясноткоцветные (Lamiales).
|  |                                      |  |                                                             |                                                             |                      |  | ещё 21 семейство (согласно Системе APG II) | ещё 21 семейство (согласно Системе APG II)  |                                             |  |  |  | ещё более 50 родов | ещё более 50 родов   |  |  |
|  |                                      |  |                                                             |                                                             |                      |  | ещё 21 семейство (согласно Системе APG II) | ещё 21 семейство (согласно Системе APG II)  |                                             |  |  |  | ещё более 50 родов | ещё более 50 родов   |  |  |
|  |                                      |  |                                                             | порядок Ясноткоцветные                                      |                      |  |                                            |                                             | подсемейство Яснотковые                     |  |  |  |                    | вид Шандра Туркевича |  |  |
|  |                                      |  |                                                             | порядок Ясноткоцветные                                      |                      |  |                                            |                                             | подсемейство Яснотковые                     |  |  |  |                    | вид Шандра Туркевича |  |  |
|  | отдел Цветковые, или Покрытосеменные |  |                                                             |                                                             | семейство Яснотковые |  |                                            |                                             | род Шандра                                  |  |  |  |                    |                      |  |  |
|  | отдел Цветковые, или Покрытосеменные |  |                                                             |                                                             |                      |  |                                            |                                             |                                             |  |  |  |                    |                      |  |  |
|  |                                      |  | ещё 44 порядка цветковых растений (согласно Системе APG II) | ещё 44 порядка цветковых растений (согласно Системе APG II) |                      |  |                                            | ещё 7 подсемейств (согласно Системе APG II) | ещё 7 подсемейств (согласно Системе APG II) |  |  |  | ещё около 40 видов |                      |  |  |
|  |                                      |  |                                                             | ещё 44 порядка цветковых растений (согласно Системе APG II) |                      |  |                                            |                                             | ещё 7 подсемейств (согласно Системе APG II) |  |  |  |                    |                      |  |  |